# Culture zayane

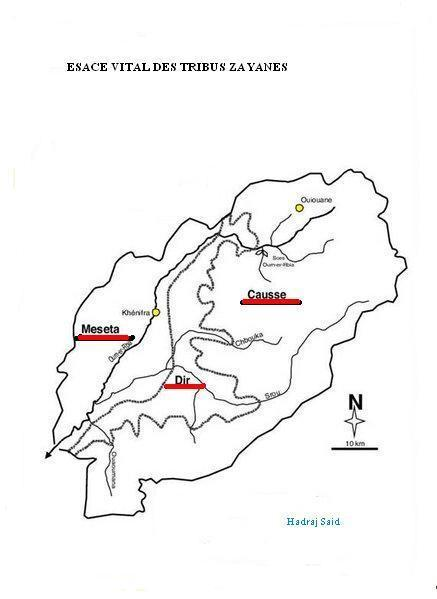
Répartition des Zayanes au Maroc.

Les Zayanes ou Zayanis sont une tribu berbère de la région de Khénifra, dans le Moyen Atlas, au Maroc, qui vivaient dans les montagnes, leur espace vital qui va de la grande cédraie d'Ajdir jusqu'à Boujaad frontière des tribus arabophones. La tribu Zayane est nomade se déplaçant deux fois par an : en hiver vers l'Azaghar où les conditions climatiques sont clémentes, en été vers le Jbel. Les tribus Zayanes sont connues par leur ténacité guerrière surtout lors de la colonisation sous la conduite de Mouha ou Hammou Zayani qui avait mis les colons en difficulté lors de la conquête de Khénifra. Malgré la défaite française du 13 novembre 1914 à bataille d'Elhri où l'armée française fut humiliée, les stratèges de la colonisation furent déterminés à ne pas abandonner la lutte contre les Zayanis qui constituent un bastion de la rébellion.
La culture Zayane fait partie de la grande culture Amazighe, avec ses spécificités, qui la distinguent des autres cultures, l'exemple le plus concret de la culture amazighe (berbère) se trouve chez les Ait Hdidou (grande tribu des Ait Yaflmane) d'Imilchil où s'organise annuellement un grand festival d'une dimension typiquement culturelle propre aux Amazighes.
Bien qu'ils soient parmi les premiers habitants du Maroc venus du nord et de l'est, et ce dès l'époque néolithique, les Berbères du Moyen Atlas vivaient en communauté très enclavée, renfermée et hermétique, contrairement à la thèse des explorateurs européens qui supposent l'homogénéité entre les tribus. Or la tribu constitue une entité avec ses spécifiés sans relations évidentes même avec les tribus voisines. Parler de « Tamazgha » (territoire Maghrébin) en tant qu'aire géographique purement berbère reste un sujet tabou[réf. nécessaire].

Au Moyen Atlas et ailleurs les berbères n'ont jamais été confédérées. Malgré les diverses incursions phéniciennes, romaine, vandale, arabe, …. Ces populations vivaient isolées sans contact avec les civilisations ayant conquis le Maghreb.
Les tribus les plus représentatives des Zayanes sont les Ait Bouhadou,les Ait Boukhayou, les Imrabten, Ibouhssousen et les Ait Lahsen ou Said qui représentent 65 % des tribus zayanes.

## Ethnologie
L'origine des berbères Zayanes et des berbères en général est controversée, mais il faut retenir qu'ils appartiennent au groupe ethnique afro-asiatique du côté eurasien contrairement à la thèse qui penche vers la péninsule arabique (Yémen).

## Anthropologie
Au Paléolithique, vivait l'homme de Taforalt et d'Afalou, ils étaient de type « cromagnoïde ». Au néolithique, l'Afalou fut remplacé par le capsien, de type « méditerranoïde » venant de l'est (Égypte). La culture capsienne est souvent décrite comme proto-berbère.

## Linguistique
La langue berbère est présente non seulement au Maroc mais aussi dans le Maghreb et certains pays du Sahel.
La langue Zayane est une variante de Tamazight nommée Tazayit, qui appartient à l'une des branches de la grande famille linguistique chamito-sémitique, qui comprend, outre le berbère, le sémitique, le couchitique (Afrique de l'Est), l'égyptien (ancien Siwa) et, avec un degré de parenté plus éloigné, le groupe « tchadique » (haoussa).

Le Tamazight est parlé au Moyen Atlas et Haut Atlas, au nord: Khémisset, El Hajeb, Azrou, Sefrou, jusqu'au sud de Taza, à l'est Missour Tamassint, Errachidia à l'ouest de Khémisset jusqu’à Ouarzazate, au centre Imilchil, Midelt, Rich, Tinghir.
- Le mot dans la langue berbère :

Le mot berbère est, rappelons-le, la combinaison d’une racine et d’un schème. Si cette définition suffit pour décrire la forme du mot, elle ne renseigne guère sur sa nature grammaticale. Si le locuteur n’envisage que des mots – awal, pl. awalen, en berbère – l’analyste, ainsi que le pédagogue, le berbère étant enseigné aujourd’hui, ont besoin de procéder à leur classification, de distinguer des catégories précises pour mieux comprendre l’organisation de la langue.
La langue est riche et bien adaptée à l'environnement où vivent ses locuteurs. Cependant, leur registre linguistique a cessé d'évoluer depuis qu'ils ont arrêté la fabrication de leurs propres outils. Par exemple le mot cuillère en berbère se dit « Taghnjait », mais le mot verre provient directement du terme de la langue arabe Alkass « الكأس ». Le verre n'est pas en fait de fabrication locale et le mot a été directement transcrit. Sachant qu'il y a une relation dialectique entre les moyens de production et la créativité linguistique.
Sur le plan toponymique leur langue n'a en revanche pas subi d'influences d'acculturation profondes malgré divers passages étrangers à part quelques mots et noms arabes, par exemple : Alla dérivé en Abdellah. 

Les berbères Zayanes ne disposent pas d'archives écrites témoignant de l'existence de l'alphabet écrit, le Tifinagh, jadis employée dans d'autres contrées du monde berbérophone surtout chez les Touaregs qui l'utilisent encore.
Quoi qu'il en soit le langage véhiculé au Moyen Atlas et au Haut Atlas est le Tamazight transmis oralement de génération en génération et occupe une aire géographique importante du Maroc central.

## Société

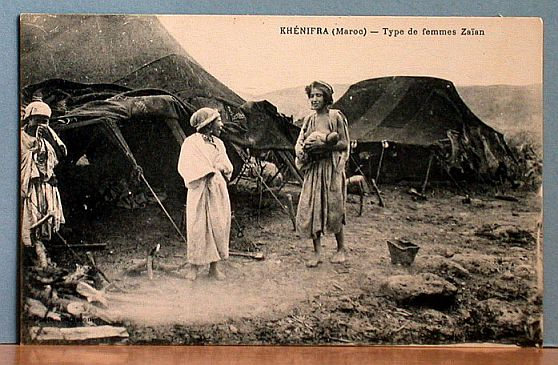
Femmes zayanes en 1907.

La société Zayane est organisée selon le principe patriarcal, où le père joue un rôle primordial au sein de la famille, sans négliger le rôle de la femme qui bénéficie de certains avantages avant et pendant la colonisation : la femme (Itto) de Mouha ou Hammou Zayani, qui avait joué un rôle au côté de son mari lors de la bataille d'Elhri le 13 novembre 1914, mérite d'être mentionnée.
Le système judiciaire est le 'Orf' (coutumier) régit par les Amghares: personnes âgées connaissant bien les rouages de la tribu. Leur assemblée constitue la Jamaa, qui est la référence judiciaire du 'Orf', donc un système quasi démocratique, mais la colonisation avait entraîné un bouleversement radical de la société berbère par l'introduction de biens de consommation et du système judiciaire européen.
Les tribus berbères en général ne pratiquent pas l'esclavagisme, par le principe qu'ils sont des « hommes libres ». Mais durant l'antiquité, ils furent considérés par les Grecs comme des barbares, et donc propres à être esclaves pour eux.
Le sultan alaouite Moulay Slimane (1792-1822) dans une correspondance adressée à l'élite Fassi où il mit en valeur les vertus des berbères dans ce message on peut lire toute une éthique, témoignage digne d'être mentionné.
أكد السلطان مولاي سليمان في الرسالة التي وجهها إلى أعيان فاس جاء فيها : « احفظوا هذه الوصية واحذروا فان الدين النصيحة اللهم اشهد فان أردتم أمان أنفسكم يا أهل فاس فادخلوا حلف البربر فان لهم قوانين ومروءة تمنعهم من الظلم ويقنعون بالكفاف »
Certains écrits arabes furent impitoyables dans leur position envers les berbères.
La lutte entre les intellectuels amazighs et les défenseurs de l'arabisation du Maroc prend de l'ampleur après le manifeste du 23 mai 1973.
Le 1er mars 2000, les intellectuels amazighes s'expriment par le manifeste berbère, réclamant ainsi leur berbérité en tant qu'entité culturelle dans un Maroc muticulturel.

### Abolition de l'ancien système
Au début de la colonisation une propagande est menée par les colonialistes durant la Troisième République, sous Jules Ferry. Les idées véhiculées visent d'abord les populations européennes, par une propagande orchestrée par la nouvelle classe bourgeoise militaro-industrielle, et dont le but est de convaincre cette population mal informée de l'infériorité des pays du sud de la Méditerranée. Toutes les tentatives de christianisation par l'intermédiaire des missionnaires surtout les Francs-maçons étaient des fiascos total. Les Zayanes étaient musulmans et juifs (ces derniers étaient très nombreux jusqu'aux départs en masse lors des années 1960).
La société berbère est bien structurée. À chacun de ses membres est assignée une tâche à accomplir. Traditionnellement, elle ne connaît pas de féodalisme. C'est après l'instauration du protectorat, qu'une nouvelle classe de propriétaires terriens comme (le Pacha Hasan à Khénifra 50 000 Ha et El Glaoui à Marrakech 150 000 Ha) avait vu le jour en guise de récompense à leur collaboration avec les colons, au détriment des populations refusant la soumission, des terrains ont été pris de force aux tribus hostiles à l'ingérence française.

### Attachement à l'identité berbère
Sous l'effet de divers facteurs (exode rural massif des villes à dominance arabophone, disparition des structures sociales et modes de production anciens, scolarisation massive en langue arabe, influence au quotidien de la radio et de la télévision), le socle culturel berbère a été violemment attaqué. 

Cependant partout au Maghreb - en Kabylie bien sûr, en pays touareg, au Maroc, etc. -, se sont concurremment développés des mouvements de réappropriation par les Berbères de leur propre destin. Ainsi la culture berbère semble s'être adaptée aux réalités du jour, se voulant culture d'un peuple et non culture populaire.

## Habitations
Les premiers berbères Zayanes ne pratiquaient pas la construction, de par leur caractère pastoral, cela ne représentait aucun intérêt. Ils sont en perpétuel déplacement à la recherche de l'eau et des pâturages, et ce malgré la richesse du Moyen Atlas en eau. Les sécheresses étaient à l'origine des guerres intertribales, parfois au sein d'une même tribu. 

Les berbères Zayanes habitaient dans des tentes tissées en fibres de poils de chèvres : elles sont hermétiques et supportent les hivers les plus rigoureux.

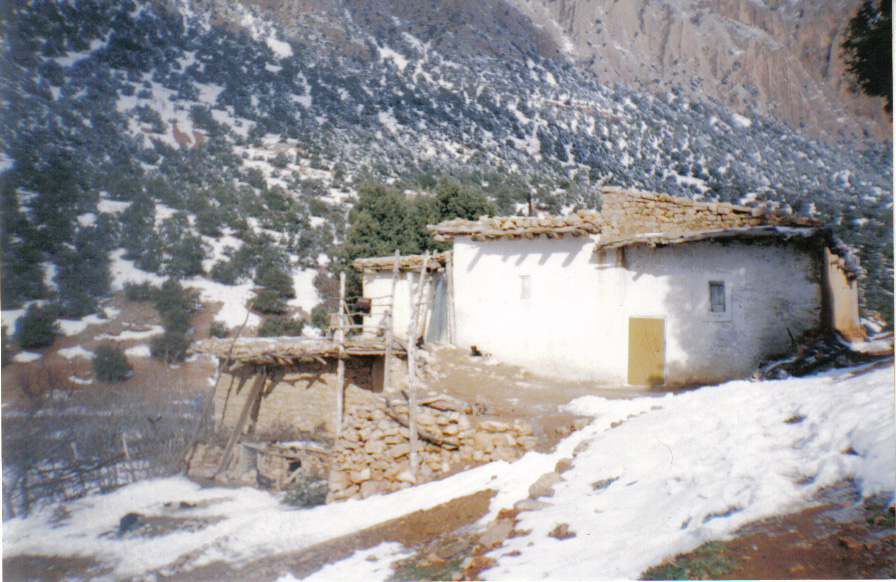
maison berbère

L'introduction du système capitaliste lors de la colonisation ayant changé leur mode de vie, une grande partie de la population Amazigh a tendance à se sédentariser, la construction en dur (fabriquée en terre : le Tabbout) se substitue aux fameuses tentes.
Aujourd'hui elles sont devenues un décor de consommation touristique lors des manifestations (fêtes, fantasias, …), mais une partie de la population pastorale conserve jusqu'à présent ce mode d'habitation.

## Arts et traditions équestres
Le cheval chez les berbères Zayanes représente un symbole rituel, qui s'enracine dans leur tradition guerrière. Cette tradition virtuose est personnifiée dans la fantasia, rendue célèbre par les fameux tableaux d'Eugène Delacroix (1831).
La fantasia est l'expression artistique qui rappelle le glorieux passé guerrier, qui stimule l'inconscient par l'odeur du Baroud et de la poussière embaumant l'esprit du spectateur et le fait entrer en transe.

La fantasia réunit trois symboles berbères, fondements de leur culture : le cheval, symbole de l'indépendance et de la force ; le fusil qui, par son feu, maintient la liberté ; et la femme, sans elle la tribu s'éteindrait. Malheureusement la fantasia est vue comme un produit de consommation touristique et non comme tradition ancestrale qui reproduirait les glorieux assauts de la tactique militaires berbères, une vive retraite succédait à une attaque fulgurante.
Les cavaliers (Imnayen en Tamazight) répondent à des critères spécifiques à savoir:
- Le dressage des chevaux: cheval Barbe.
- La monture du cheval
- La maîtrise du déroulement de la parade dans un enchaînement cohérent
- Le respect du tir simultané.
- ces prouesses exigent la possession d'une technique équestre rigoureuse, du courage et de l'habileté.
- La tenue du cavalier doit être conforme aux habitudes vestimentaires de la région.

## Musique et danse
Les berbères Zayanes ont aussi gardé une des plus vieilles pratiques culturelles[réf. nécessaire], à savoir l'ahidous — rendu célèbre[réf. nécessaire] par Mohamed Ou Lhoucine Achibane, surnommé El Maestro — qui consiste en un mélange de danses, de chants et de joutes poétiques.
Celui-ci se pratique dans un cercle : les hommes et les femmes dansent, chantent, en se renvoyant des izlan — sortes de poèmes —, et au milieu du cercle, les enfants jouent et écoutent.

## Artisanat
La femme berbère en général est un artisan qui vénère la laine depuis la toison jusqu'au stade final de la fabrication de son objet du plus simple au plus complexe. Elle est douée et fait appel à ses facultés sensorielles, esthétiques et artistiques.
Le tapis berbère est l'expression de la créativité de la femme amazigh, il s'agit là d'une symbolique à décrypter qui a fait l'objet de nombreuses recherches comme le cas de Paul Vandenbroeck qui écrit un ouvrage remarquable sur le tapis "l'art des femmes berbères". Le tapis berbère prend une dimension expressive pour chaque tribu : on peut donc parler du tapis Zayani, Attaoui, Zemmouri, M'guildi, etc.

## Tradition culinaire Zayane
La cuisine berbère a peu évolué au cours des temps. Elle est basée essentiellement sur le blé, l'orge, le maïs, produits laitiers, le miel et la viande.
Les Zayanes ne sont pas des agriculteurs mais des nomades pasteurs pratiquant l'élevage pour subvenir à leurs besoins (lait, beurre, viande, laine, poil de chèvre, peau). Ils sont des chasseurs, ils apprécient la perdrix, le chacal, le loup, le renard, le hérisson (très présent dans les hauteurs montagneuses), etc.
Leurs principaux aliments sont :
- le pain fait à la levure traditionnelle ;
- le bouchiar (galette fine sans levure imbibée de beurre et de miel naturel) ;
- le baghrir (crêpe faite à base de farine, des œufs, de la levure et du sel) ;
- le Tahricht (à base de tripes : ganglions, trépigne, poumon, cœur : ces ingrédients enroulés avec les intestins sur un bâton de chêne qui sera cuit sur braise) ;
- le Méchoui nommé Barram-Ighouss cuit spécialement dans un four spécial ;
- le lait comme aliment de base